# Trefftz-Bau

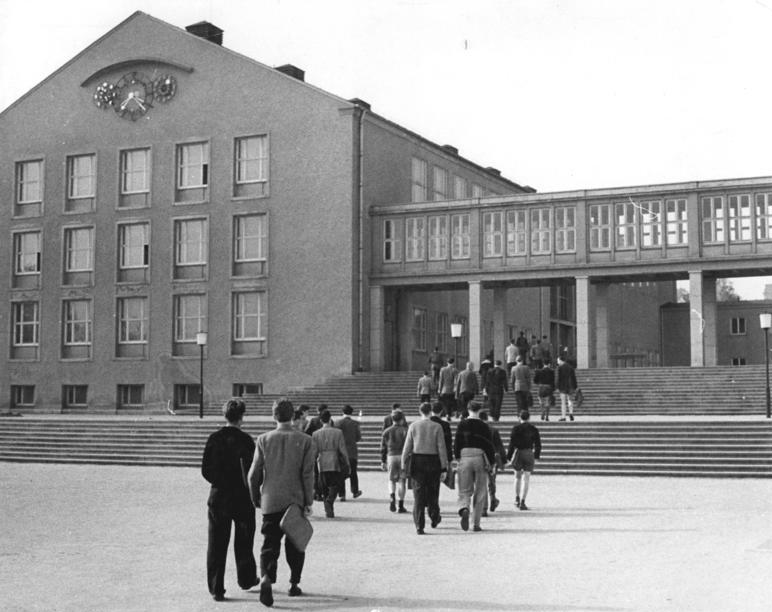
Hauptbau des Trefftz-Baus mit Brücke zum Willers-Bau, 1956

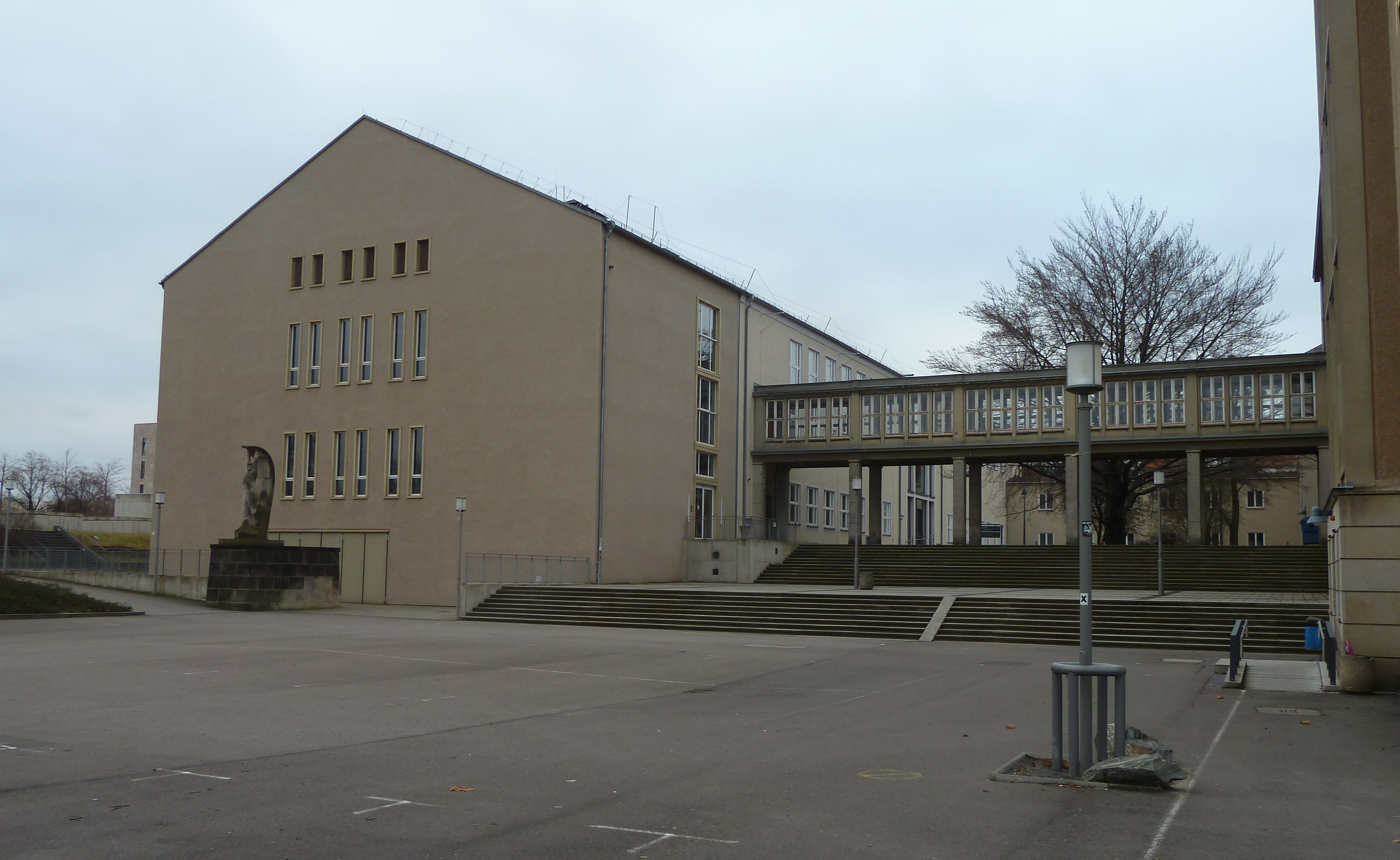
Die gleiche Perspektive im Jahr 2011

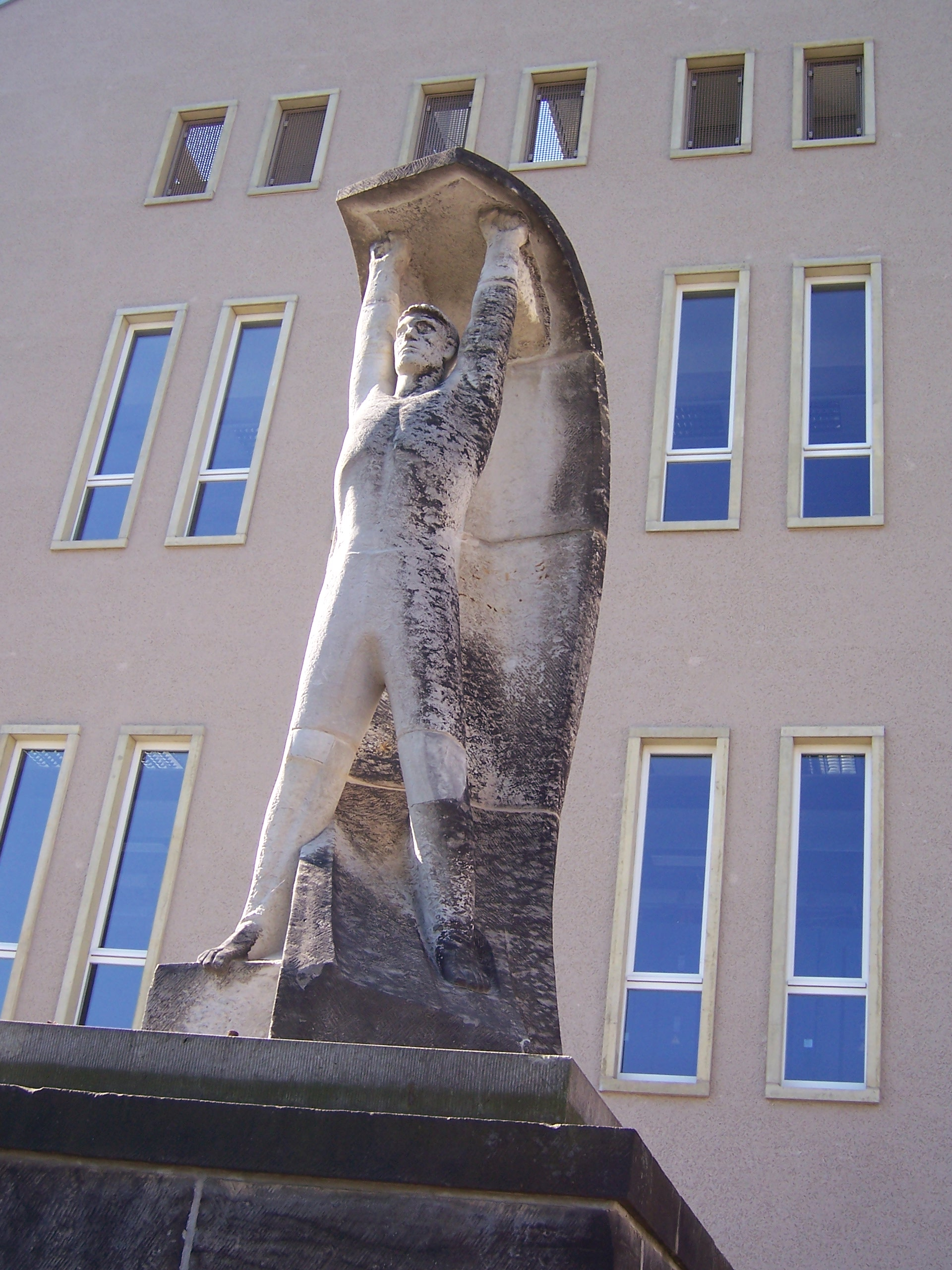
Skulptur Mensch und Woge von Karl Lüdecke vor dem Trefftz-Bau

Der Trefftz-Bau auf dem Campus der Technischen Universität Dresden am Zelleschen Weg 16 in Dresden-Räcknitz ist das Hörsaalgebäude der Fachrichtungen Mathematik und Physik. Neben zwei großen Hörsälen ist in dem denkmalgeschützten Gebäude auch das Zentrum für Informationsdienste und Hochleistungsrechnen (ZIH) untergebracht.
Seit 1994 trägt das in den 1950er Jahren errichtete Gebäude den Namen des in den 1920er Jahren tätigen Professors für Technische Mechanik und Angewandte Mathematik Erich Trefftz.

## Beschreibung
Der Trefftz-Bau steht am östlichen Campusende und flankiert den Recknagel-Bau (Fachrichtung Physik) an seinem südlichen und den Willers-Bau (Fachrichtung Mathematik) an seinem nördlichen Ende. Östlich des Trefftz-Baus wurde 1999 bis 2003 das neue Hauptgebäude der SLUB Dresden errichtet.
Die Architekten Walter Henn und Heinrich Rettig orientierten sich beim Entwurf des 1953 bis 1955 errichteten Trefftz-Baus an den Formen des Barkhausen-Baus, der von 1951 bis 1954 von Karl Wilhelm Ochs erbaut worden war. Nach mehrfachen Anbauten für das Universitätsrechenzentrum wurde der Trefftz-Bau in den Jahren 2008 und 2009 umfassend saniert und erhielt dabei unter anderem einen gläsernen Fahrstuhl.
Die nördliche Front des Hörsaalgebäudes wurde bei der Sanierung in seiner Fensteraufteilung erheblich verändert und entspricht in keiner Weise mehr der originalen Architektur der 1950er Jahre. An ihm befand sich bis dahin eine große astronomische Uhr, an der mehrere Daten ablesbar waren, unter anderem Sonnenauf- und -untergangszeiten und Mondphasen. Diese Uhr wurde ausgebaut und versetzt, sie befindet sich seit 2007 nur wenige Meter entfernt an der Ostfront des Willers-Baus. Friedrich Adolf Willers war es auch, der die Berechnungen für die Uhr vornahm; die Modelle der Zifferblätter entwarf seine Tochter Annemarie Willers.
Eine auf Granitsäulenpaaren ruhende Brücke führt vom Trefftz-Bau zum Willers-Bau, der von Walter Henn, Karl Wilhelm Ochs und Heinrich Rettig geschaffen wurde.
Auf dem Platz vor dem nördlichen Giebel steht die überlebensgroße Skulptur Mensch und Woge von Karl Lüdecke.